# Globe Céleste

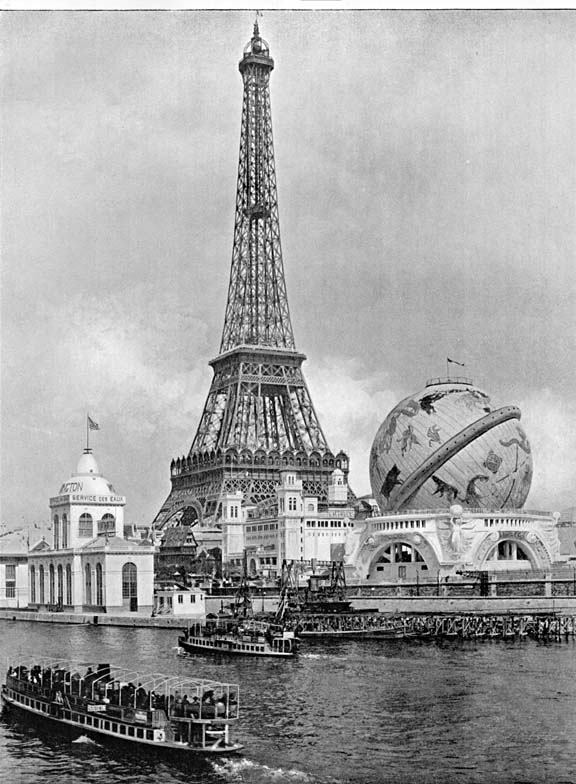
Seine mit Eiffelturm mit dem Globe Céleste

Der Globe Céleste war nebst dem Eiffelturm eine der großen Attraktionen der Weltausstellung 1900 in Paris. Er stellt einen Himmelsglobus dar.
Er war gedacht für „Lehnstuhlastronauten“: Besucher setzten sich in einen lockeren Sessel, währenddessen Panoramen des Sonnensystems vorbeigezogen wurden.
Auf dem Weg zum Globe Céleste kam es am 29. April 1900 zum Einsturz einer Stahlbetonüberführung über die Avenue de Suffren mit 9 Toten und vielen Schwerverletzten. Das führte zur Einrichtung einer französischen Kommission für Stahlbeton, die Empfehlungen ausarbeitete. Erst gab man dem Konstrukteur Napoléon de Tédesco die Schuld, bei der späteren Gerichtsverhandlung wurde aber die Stadt Paris verurteilt, da eine Baugrube zu nah an der Passage war.
|  |